# Очаг
«Очаг» — російський місячник для жінок, видавався у Львові в 1936—1939 роках «Обществом русскіхъ дамъ».

## Головні дані
Перший номер: січень 1936. Відповідальний редактор: Тетяна Бочарова-Еттінґер. Видає «Общество русскіхъ дамъ». Типографія Ставропігійського Інституту, вул. Бляхарська, 11 (1936—1937), Ю. Яськіва, вул. 3-го Мая, 10 (1938—1939). Адреса редакції: Львів, вул. Куркова, 14. Передплата: 7 злотих річно, за кордоном — 2 американські доляри.
Вийшло 38 чисел (по 12 у 1936—1938 і 1 та 2 номери 1939 року).

## Тематика
Видання заявляло, що «Очаг» «… є першим жіночим російським журналом у Європі» (рос. «… является первым женским русским журналом в Европѣ»).
У виданні друкували ознайомлювальні, організаційні матеріали, листи російських жінок з різних держав, наукові новини, поради щодо гігієни та інших галузей наук, зокрема в області мистецтв. У відділі художньої літератури публікували твори відомих російських жінок-письменників, а також перші літературні спроби молодих талантів. Також автори приділяли увагу домашньому господарству, влаштуванню квартири, модам, косметиці, спорту, дозвіллю.
Хоча часопис виходив російською мовою, він не мав москвофільського напряму, тому його можна вважати журналом національної меншини в Галичині.
Серед статей: «Жінка у творчості Толстого», «Російська жінка в рідному театрі», «Основи психотехніки», «Загибель поетів», «Значення жінок-письменниць у світовій літературі», «Геній жінки».
Друкували вірші Тамари Соколової, Н. Н. Новаковської, Єкатерини Тюрнікової, Ксенії Абкович, Алли Горнунг, Н. Ельберт, Р. Кольської, Ніни Літинської, Тетяни Скворцової.